# Emil Pálsson
Pour les articles homonymes, voir Pálsson.
Emil Pálsson est un footballeur islandais né le 10 juin 1993, qui joue en tant que milieu de terrain au FH.

## En club
Emil entame sa carrière avec le modeste club du BÍ/Bolungarvík, qui évolue en 2008 en quatrième division islandaise, la 3.deild karla. Le club remporte le championnat et accède à la troisième division. Le jeune islandais quitte Bolungarvík après la saison 2010, à l'issue de laquelle son club est promu en seconde division.
Ainsi, en 2011, Emil prend la direction du grand FH, et s'impose progressivement au sein de l'équipe. Il ouvre son palmarès en 2012, en fêtant le titre de champion du club d'Hafnarfjörður. 

## En sélection
Emil Pálsson connaît toutes les sélections jeunes. 
Il prend part avec les espoirs aux qualifications de l'Euro 2015, que l'Islande manque de peu, seulement éliminée en barrages par le Danemark.

## Palmarès
- FH
  - Champion d'Islande en 2012